# Tropidion castaneum
Tropidion castaneum är en skalbaggsart som beskrevs av Martins 1968. Tropidion castaneum ingår i släktet Tropidion och familjen långhorningar. Inga underarter finns listade i Catalogue of Life.